# Ferrovia della Val Pusteria

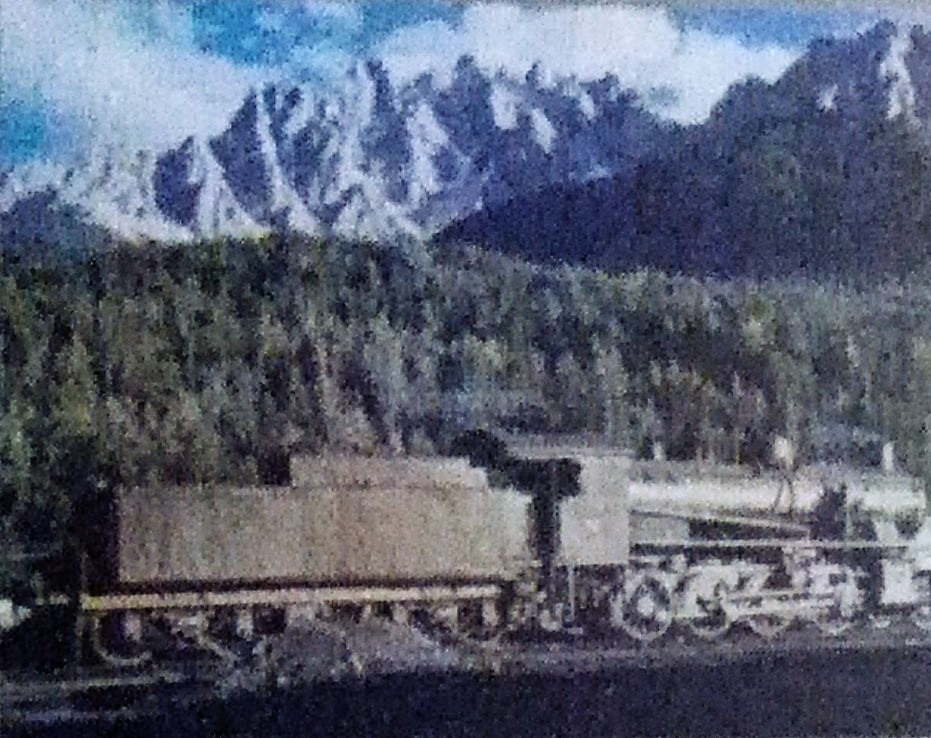
Una locomotiva 740 presso la stazione di San Candido ai piedi della Rocca dei Baranci

La ferrovia della val Pusteria (in tedesco Pustertalbahn) è una ferrovia italiana che congiunge Fortezza (BZ) con San Candido (BZ), attraversando la Val Pusteria.
Assieme alla Drautalbahn fa parte della storica ferrovia carinziana (in tedesco Kärntner Bahn), che unisce Fortezza, sulla ferrovia del Brennero, a Maribor, sulla Vienna–Trieste.
Il gestore dell'infrastruttura è Rete Ferroviaria Italiana, mentre il traffico ferroviario passeggeri è operato congiuntamente dalle imprese ferroviarie Trenitalia e SAD, nell'ambito del contratto di servizio stipulato con la provincia autonoma di Bolzano.

## Storia

### La costruzione
Nel 1845, a soli otto anni dall'inaugurazione della prima ferrovia austriaca, la Floridsdorf - Deutsch Wagram, rappresentanti del Tirolo, tra cui Michael Sartori, sindaco di Lienz, presentarono domanda presso l'imperatore Ferdinando I d'Austria per la realizzazione di una ferrovia attraverso la Val Pusteria: si trattava di una linea a trazione equina, della lunghezza di 374 chilometri, che avrebbe collegato Bressanone a Maribor (Marburg).
La concessione per la tratta Bressanone-Villach risale al 1858; il governo nel 1859 incaricò dei lavori per la ferrovia del Tirolo una cooperativa di investitori nazionali e stranieri, il cui finanziamento fu concesso il 20 maggio 1869. Essa venne rinominata in seguito Kkp Südbahn-Gesellschaft. La ditta "Hügel, Sager und Angermann" di Monaco iniziò i lavori sotto la direzione di Karl Prenninger e Wilhelm Ritter von Flattich per la tratta Fortezza-Lienz e, solamente tra il 1863 e il 1864, per la tratta fra Villaco e Maribor.
Il 20 novembre 1871, dopo poco più di due anni dall'inizio dei lavori, la ferrovia della Val Pusteria fu inaugurata senza alcuna cerimonia ufficiale: i fondi previsti per le celebrazioni furono invece devoluti a beneficio dei più bisognosi.
La Südbahn-Gesellschaft si sciolse nel 1923 dopo la fine della prima guerra mondiale; gli armamenti erano già stati consegnati alle Ferrovie dello Stato italiano nel 1919.
L'8 luglio 1908 venne inaugurata una ferrovia elettrica secondaria ad essa collegata, la Brunico-Campo Tures.

### La gestione delle Ferrovie dello Stato

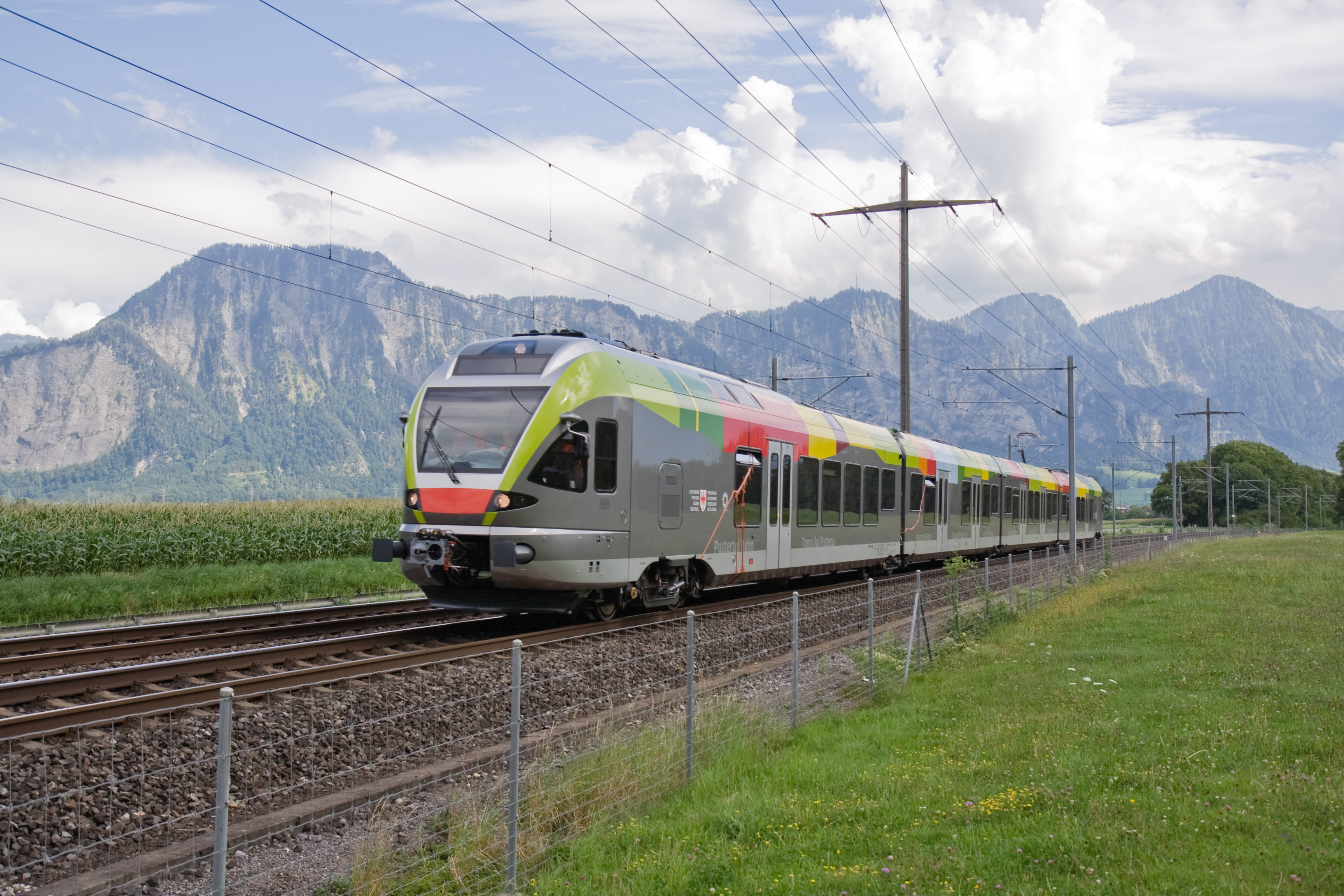
Un convoglio FLIRT adibito alla linea ferroviaria della Val Pusteria

Nel 1918, al termine della prima guerra mondiale e con l'annessione del Trentino-Alto Adige all'Italia, la ferrovia passò alla gestione delle Ferrovie dello Stato.
Durante la seconda guerra mondiale, tra il 1943 e il 1944, i tedeschi smantellarono diverse porte metalliche appartenenti ai bunker del Vallo Alpino in Alto Adige per poterle riutilizzare per la blindatura di un treno che percorreva questa linea ferroviaria.
Nel 1947 si dovette dare attuazione al trattato di pace con l'Italia (Trattato di Parigi), che all'articolo 10 imponeva all'Italia di dare libero transito a persone e merci tra il Tirolo del Nord e il Tirolo Orientale. A questo scopo furono introdotti i Korridorzüge ("treni corridoio" a transito facilitato): si trattava di treni delle Ferrovie federali austriache (BBÖ, poi ÖBB) che circolavano sulla tratta italiana Brennero-Fortezza-San Candido, senza effettuarvi fermate per il servizio passeggeri, con divieto di salita e discesa. Erano a tutti gli effetti dei treni in servizio interno austriaco che congiungevano Innsbruck, nel Tirolo del Nord, con Lienz, nel Tirolo Orientale.
Nel 1975 iniziò la sostituzione della trazione a vapore con quella diesel, in genere affidata alle locomotive austriache del gruppo 2043.
Negli anni seguenti non si registrarono grandi novità, se si eccettuano la sostituzione di alcuni ponti metallici e del viadotto di Perca al km 38+687, avvenuta fra il 1972 e il 1975. Quest'ultima opera d'arte consisteva precedentemente in una travata provvisoria "Roth-Waagner", a due luci, posata dal Genio Ferrovieri durante la seconda guerra mondiale, che venne sostituita con un nuovo manufatto in cemento armato precompresso a 9 campate e di luce complessiva pari a m 198,40.
Molto caratteristico è l'attraversamento del forte di Fortezza, che il treno deve effettuare per entrare in Val Pusteria. Il ponte su cui il treno passa superata la fortezza una volta era retraibile per scopi militari.

### Il rinnovamento fra il 1985 e il 1989
Fra il 1985 e il 1989 la linea venne completamente ristrutturata ed elettrificata, sia sul tratto italiano (Fortezza-San Candido-Prato alla Drava) che su quello austriaco (Prato alla Drava-Lienz-Lendorf).
Lungo la sezione italiana furono sostituite le travate metalliche presso Fortezza (viadotto di Fortezza) e Rio di Pusteria, risanate e allargate tutte e quattro le gallerie (di cui quella di Monguelfo con lo sbancamento totale della collina sovrastante), eliminati numerosi passaggi a livello, predisposto il grande tunnel stradale obliquo sotto la stazione di Rio di Pusteria per la costruenda circonvallazione, sostituiti o risanati chilometri di binario, adeguati i piani di stazione con relativi scambi (deviatoi) - questi ultimi dotati di riscaldamento -, aggiornati tutti i sistemi di segnalamento e sicurezza.
L'elettrificazione venne realizzata con il sistema italiano in corrente continua a 3.000 volt da Fortezza a San Candido, mentre da quest'ultima stazione e fino al confine di Stato, a Prato alla Drava, fu installata la catenaria e la palificazione di tipo italiano, con l'elettrificazione in corrente alternata 16,7 Hz, 15.000 volt.
Questo tratto, pur posato dalle Ferrovie italiane, veniva percorso esclusivamente da treni ÖBB.
Per il tratto a 3.000 volt furono costruite tre sottostazioni elettriche a Vandoies, Perca e Dobbiaco, oltre ad una "cabina di collegamento" alla linea del Brennero presso Fortezza.
Tutti gli impianti in territorio italiano - compresi quelli "austriaci" presso il confine - furono sin dall'inizio telecomandati dal centro di controllo computerizzato di Bolzano, primo impianto del genere in Europa.
Nello stesso periodo le ferrovie austriache hanno a loro volta rinnovato numerosi ponti e costruito vari sottopassi con soppressione di passaggi a livello, risanato altre opere d'arte, fabbricati di stazione e accessori, binari, impianti di sicurezza e segnalamento, oltre ad aver costruito una nuova sottostazione elettrica.
Dopo l'elettrificazione i Korridorzüge vennero trainati da locomotive bicorrente ÖBB 1822.

### La linea a cavallo dei due millenni

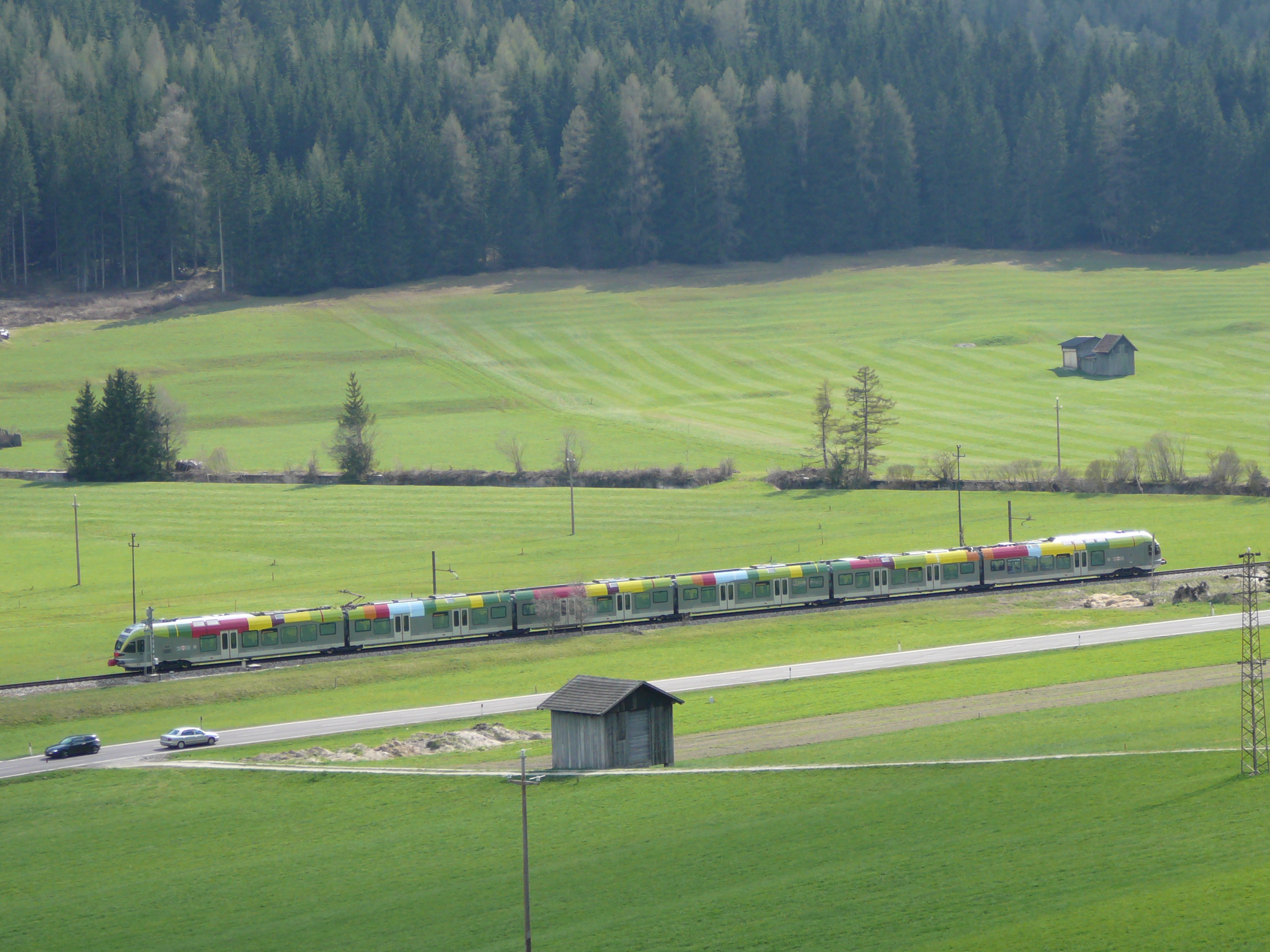
Il nuovo treno FLIRT tra le stazioni di San Candido e Dobbiaco

Dopo il rinnovamento e fino ai tempi più recenti la linea ha continuato ad essere percorsa - oltre che dai "Korridorzüge" - da treni locali Fortezza-San Candido (con qualche collegamento diretto per Bolzano). Un esperimento di servizio "non stop" fra Bolzano e Brunico, quindi in servizio locale fino a San Candido, non ebbe seguito.
Il traffico merci ha conosciuto una breve e blanda fioritura durante gli anni novanta, grazie ad una serie di "treni FIAT" che portavano in Italia le vetture prodotte in Polonia dalla Casa torinese; dopodiché le quantità di convogli si è ridotta sempre più.
Interessante invece per alcuni anni un vivace traffico di legname fra l'Austria e San Candido (dalla cui stazione i carichi proseguono spesso con autocarri).
Nel 1997, con l'entrata in vigore degli Accordi di Schengen, i Korridorzüge non ebbero più ragione di esistere, in quanto i treni in circolazione tra Innsbruck e Lienz potevano effettuare servizio passeggeri anche nella tratta italiana.
Negli ultimi tempi, a fronte di una crescente domanda, sono stati introdotti numerosi nuovi treni locali fra Fortezza e San Candido - che inizialmente viaggiarono a cadenza oraria e poi con frequenza ogni mezz'ora -, sono state riattivate delle fermate soppresse e ne sono state attivate delle nuove.
Giace inoltre in un cassetto un antico progetto - risalente ancora ai primi anni di esercizio - di una bretella di collegamento diretto su Bressanone, che eviterebbe l'attuale inversione di marcia a Fortezza per i convogli Bolzano-San Candido.
Oltre al sempre più intenso utilizzo da parte di pendolari, questa linea è molto apprezzata dai turisti, in particolare grazie al trasporto delle biciclette, che permette di percorrere la notevole rete di piste ciclabili sia in territorio italiano che austriaco, come la ciclabile Dobbiaco - Lienz e la ciclabile della Pusteria.

### Dopo il 2000
Nelle estati del 2008 e 2009 la linea è stata oggetto di un ammodernamento che ha interessato soprattutto le stazioni di Fortezza, Rio di Pusteria, Vandoies, Casteldarne, San Lorenzo di Sebato, Brunico, Valdaora, Monguelfo, Dobbiaco e San Candido, con l'obiettivo di rimodulare gli incroci dei treni e di consentire il cadenzamento delle corse ogni trenta minuti. Sono state altresì previste nuove fermate a Versciaco, Brunico Nord, Chienes e Sciaves-Aica, nonché il potenziamento delle relazioni italo-austriache
A cura della Provincia autonoma di Bolzano sono stati allo scopo acquistati otto elettrotreni politensione Stadler FLIRT concessi in uso alla SAD a partire dal 2008.
Il 12 dicembre 2010 è stata inaugurata la nuova fermata di Perca, che serve direttamente gli impianti di risalita di Plan de Corones.
Il 13 ottobre 2013 è stata aperta la stazione di Brunico Nord, posta accanto all'ospedale cittadino.
Il 15 dicembre 2014 è stata inaugurata la fermata di Versciaco, collegata direttamente con gli impianti di risalita del monte Elmo e (per loro tramite) della Croda Rossa di Sesto: ciò ha consentito di unire infrastrutturalmente gli impianti sciistici dell'alta Pusteria, da Plan de Corones fino a Sesto.
Dalla stagione invernale 2014 il servizio ferroviario transfrontaliero è stato ulteriormente prolungato in territorio austriaco da Sillian fino a Lienz, con cadenzamento orario.

## Caratteristiche
La linea ferroviaria è a singolo binario a scartamento normale da 1435 mm, elettrificato a corrente continua da 3000 volt.
La linea è dotata del blocco elettrico conta-assi reversibile ed è telecomandata dal Dirigente Centrale Operativo con sede a Verona Porta Nuova.
Il tracciato percorre un ampio fondovalle, la pendenza massima è del 22‰ (per mille) nel segmento tra Brunico e Perca.

### Percorso
| Unknown route-map component "d" |  | Unknown route-map component "STR+l" | Unknown route-map component "CONTfq" | Unknown route-map component "d" |

| Station on track |

| Unknown route-map component "CONTgq" | Unknown route-map component "exLSTR+r" + Transverse track | Unknown route-map component "ABZgr" |  |  |

| Unknown route-map component "exLSTR" | Unknown route-map component "eHST" |  |

| Unknown route-map component "exLSTR" | Unknown route-map component "STRo" |  |

| Unknown route-map component "exhLKRZWae" | Unknown route-map component "hKRZWae" |  |

| Unknown route-map component "exLSTR" | Unknown route-map component "eBHF" |  |

| Unknown route-map component "exLSTR" | Enter and exit short tunnel |  |

| Unknown route-map component "exLSTR" | Unknown route-map component "eHST" |  |

| Unknown route-map component "exLKRWl" | Unknown route-map component "exLKRW+r" + Straight track |  |

| Unknown route-map component "eHST" |

| Small bridge over water |

| Station on track |

| Small bridge over water |

| Station on track |

| Unknown route-map component "hKRZWae" |

| Small bridge over water |

| Unknown route-map component "eHST" |

| Small bridge over water |

| Station on track |

| Small bridge over water |

| Stop on track |

| Unknown route-map component "eHST" |

| Station on track |

| Unknown route-map component "d" |  | Unknown route-map component "eABZgl" | Unknown route-map component "exCONTfq" | Unknown route-map component "d" |

| Unknown route-map component "hKRZWae" |

| Stop on track |

| Enter and exit short tunnel |

| Stop on track |

| Unknown route-map component "hKRZWae" |

| Enter and exit short tunnel |

| Enter and exit short tunnel |

| Small bridge over water |

| Station on track |

| Enter and exit short tunnel |

| Station on track |

| Station on track |

| Unknown route-map component "hKRZWae" |

| Unknown route-map component "exdCONTgq" | Unknown route-map component "exSTR+r" | Straight track |  | Unknown route-map component "d" |

| Unknown route-map component "d" | Unknown route-map component "exKBHFe" | Station on track |  | Unknown route-map component "d" |

| Unknown route-map component "BHF+GRZq" |

| Unknown route-map component "eHST" |

| Stop on track |

| Unknown route-map component "eBHF" |

| Unknown route-map component "hKRZWae" |

| Unknown route-map component "eHST" |

| Unknown route-map component "GRZq" + Restricted border on track |

| Continuation forward |

La ferrovia si dirama dalla linea del Brennero presso la stazione di Fortezza e giunge alla stazione di San Candido, risalendo il corso della Rienza. L'altitudine massima si raggiunge alla stazione di Dobbiaco, nei pressi dell'omonima sella.
Per il 2025 è prevista la variante di Val di Riga (Riggertalschleife), una bretella ferroviaria che collegherà direttamente la Val Pusteria al nuovo centro di mobilità di Bressanone (come da comunicazione disponibile presso il sito STA e visibile in treno duranti i viaggi sulla medesima tratta).

## Traffico
La tratta tra Fortezza e San Candido è percorsa a cadenza semioraria in ambedue le direzioni dai treni regionali e regio-espressi operati da Trenitalia e SAD nell'ambito del contratto di servizio stipulato con la provincia autonoma di Bolzano. Con l'entrata in vigore dell'orario invernale 2014 una corsa all'ora attraversa il confine italo-austriaco e si attesta al capolinea orientale di Lienz (inizialmente limitato a Sillian): alla stazione di San Candido viene pertanto effettuato il cambio di personale. Negli orari di punta alcune corse in territorio italiano vengono peraltro operate sulla tratta Bolzano-San Candido, impegnando così anche parte della ferrovia del Brennero.

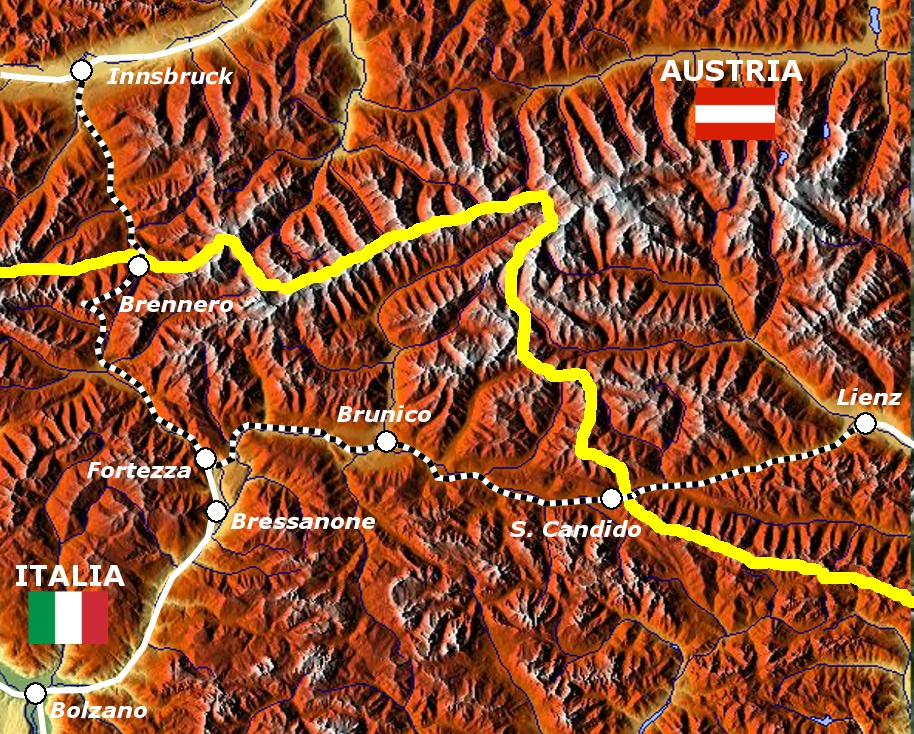
Il percorso del treno-corridoio tra Lienz e Innsbruck

Nel secondo dopoguerra la ferrovia pusterese fu altresì utilizzata dalle ÖBB per operare il Korridorzug Lienz-Innsbruck, ovvero un servizio a carattere regionale con deroga alle regole doganali e di controllo passaporti per il passaggio in territorio italiano (ove non erano consentite fermate). Il divieto di fermarsi in Italia cadde nel 1998 e i treni austriaci iniziarono pertanto a servire anche le stazioni altoatesine. Il servizio poi cessò nel dicembre 2013.
La tratta è percorsa, inoltre, da una coppia di treni InterCity Notte Roma-San Candido svolta solo nel weekend.